# خافيير سييرا
خافيير سييرا (بالإسبانية: Javier Sierra)‏ هو كاتب ومقدم تلفزيوني وصحفي إسباني، ولد في 11 أغسطس 1971 في تيروال في إسبانيا.

## وصلات خارجية
- الموقع الرسمي